# Шабардин, Анатолий Петрович
Анатолий Петрович Шабардин (18 мая 1940, г. Златоуст Челябинской области — 12 февраля 2010, Москва) — профессор, зав. кафедрой, главный оператор Телевизионного Технического центра «Останкино». Заслуженный работник культуры РФ.

## Биография
Родился 18 мая 1940 года в г. Златоусте Челябинской области.
В 1957 году окончил школу в г. Сталинабаде Таджикской ССР, куда переехал вместе с родителями. Там же поступил в Таджикский политехнический институт. В 1960 году продолжил учебу в Московском энергетическом институте.
В 1961—1964 годах работал в учебной студии ВГИКа осветителем, бригадиром осветителей, механиком синхронной аппаратуры, ассистентом оператора.
В 1964 году был принят на Центральное телевидение в отдел телеоператоров на должность ассистента телеоператора. С декабря 1964 года по ноябрь 1965 года проходил воинскую службу в рядах Советской Армии. Вернувшись со службы, продолжил работу на ЦТ ассистентом оператора, телеоператором различных категорий.
С 1972 года — главный оператор отдела телеоператоров ЦТ. С 1973 года — главный оператор телевизионного технического центра.
С 1985 года — главный оператор, начальник отдела телеоператоров ФГУП ТТЦ «Останкино». В 1968 году окончил четырехгодичные операторские курсы при ВГИКе, а в 1985 году — факультет журналистики Московской высшей партийной школы.
Стаж работы на Центральном телевидении — 42 года, из них 35 лет (последовательно) — главный оператор Центрального телевидения, телекомпании «Останкино», телевизионного технического центра «Останкино».
За время работы создано более 3000 телевизионных программ различных жанров.
За операторскую работу по освещению особо важных программ отмечен государственными наградами СССР, ГДР, МНР, СФРЮ, Кубы. Награждён медалями Федерации космонавтики СССР. Провёл много совместных работ с ведущими телекомпаниями мира.
Заведовал кафедрой операторского мастерства Института повышения квалификации работников телевидения и радио, профессор. Являлся членом Международной академии телевидения и радио.
Вёл активную творческую деятельность в качестве оператора-постановщика.
Заслуженный работник культуры РФ. Отличник телевидения и радиовещания. Дважды лауреат премии «ТЭФИ», лауреат Всесоюзного фестиваля документальных фильмов (Первая премия) в г. Киеве, II Международного фестиваля военно--патриотического фильма имени С. Ф. Бондарчука, обладатель специального приза МВД.
Скончался 12 февраля 2010 года, похоронен в Москве на Хованском кладбище.

## Фильмография
- «В прекрасном и яростном мире» (1967)
- «Дорогами отцов»
- «Славься Армия нашей державы»
- «Дзержинцы»
- "Слово о «Правде»
- «Вторая встреча с Индией»
- «Трое»
- «Любимые страницы» (1972)
- «Василий Шукшин. По страницам прозы» (1978)
- «Космический век» — 7 фильмов
- «Часовые советских границ»
- «От колыбели на всю жизнь»
- «Борис Годунов»
- «Человечество»
- «Энциклопедия человечества» (для ЮНЕСКО)
- «Это — любовь»
- «Странник» (2005)
- «Война священная» — 3 фильма
- «Уроки доброты Ю. Куклачева» — 24 фильма

## Телепрограммы и трансляции
- Парады и демонстрации (72 трансляции)
- Выступления глав государств мира для Центрального телевидения (82 трансляции)
- Визиты правительственных делегаций в МНР, Кубу, Индию
- Рождество и Пасха в Иерусалиме
- Фестивали молодёжи и студентов в Софии, Гаване, Москве
- Программы о космосе: «Луноход», «Венера», «Союз-Аполлон», запуск космических кораблей
- «„Бурда Моден“ предлагает» (совместно с Германий)
- КВН (192 программы, в том числе в США, Кипре, Израиле, Австралии)
- Неделя международной моды (Канны, Майами, Милан, Вена, Штутгарт, Аугсбург, Триест, Франкфурт-на-Майне)
- Олимпиада-80